# Yanis Pikieris
Yanis Pikieris (Caracas, Venezuela, 18 de noviembre de 1958) es un bailarín, y coreógrafo colombovenezolano de trayectoria internacional. Hijo del maestro letón Kiril Pikieris y de la maestra colombiana y Leonor Baquero.  

## Biografía
Inició sus estudios de ballet en Colombia y, siendo aún muy joven, se traslada a Venezuela, donde ingresa en 1976 al Ballet Internacional de Caracas, compañía fundada en 1975 por Zhandra Rodríguez y Vicente Nebrada. Con esta compañía trabajó hasta 1979.
En 1979 gana la medalla de plata en la Primera Competencia Internacional de Ballet de Jackson, Missisipi. Desde ese momento Pikieris comienza su carrera internacional.
En 1981 fue el primer bailarín extranjero, no soviético, en ganar la Medalla de Oro en la Competencia Internacional de Ballet de Moscú.
En 1986, Edward Villela, creó la compañía Miami City Ballet e invitó a Pikieris a formar parte de la nueva compañía en calidad de bailarín principal. Desde 1986 hasta 1989 y desde 1991 hasta 1994, bailó la mayoría del repertorio de esa compañía. 
Yanis Pikieris fue el fundador y director artístico, junto a David Palmer, del "Maximum Dance Company", compañía que estuvo bajo su dirección desde 1996 hasta 2005.
Para esta compañía creó diversas obras en colaboración con David Palmer: La consagración de la primavera (ganadora del premio SunPost 2002-2003 a la mejor obra original), Spectrum, Adiemus, Carnaval de los animales, Los Elementos y Romantic Interludios
En reconocimiento a su destacada trayectoria el Condado de Miami y la Ciudad de Miami proclamaron el 15 de noviembre de 2002 como el “Día de Yanis Pikieris”. Ese mismo año Yanis Pikieris anunció su retiro como bailarín para dedicarse de lleno a la dirección y la coreografía.
En la temporada 2005-2006 Pikieris fue el responsable de la programación y dirección de la Serie Danza Contemporánea y del Programa para Jóvenes Bailarines del Miami City Ballet.
Desde 2007 dirige, junto a su esposa y también bailarina Marielena Mencia, la Escuela de ballet Mencia-Pikieris, la Compañía Juvenil de Miami y trabaja como coreógrafo y maestro invitado en diversas compañías.
Ha bailado como primer Bailarín con las compañías: Ballet Internacional de Caracas, Ballet Nacional de Baviera, Deutsche Oper am Rhein-Dusseldorf, Miami City Ballet y el Ballet du Nord; y como bailarín invitado en: Ballet de la Ópera de Berlín, Nagoya Ballet, The Australian Ballet, Los Angeles Ballet, Hungarian State Opera, Ballet Nacional de Lituania (Invitado honorario para el Primer Festival de Danza del Báltico) y en el Teatro Massimo de Palermo, entre otros.
Pikieris ha creado numerosas coreografías: Dischordia, Still Waters, Mehisto, Imagined Notions, Gargoyles y The Four Seasons, entre otras, para diversas compañías de ballet como el Ballet Nacional de Baviera, Ballet Centrum de Berlín, Ballet Randolph, Ballet du Nord, Ballet Theatre de Miami, Ballet Metropolitano de Medellín, Juegos del Arte Ensemble, Maximum Dance Company y Ballet de Monterrey.